# Simó Jenő
Simó Jenő (Felsőboldogfalva, 1925. március 1. – Budapest, 1994. február 12.) magyar irodalomtörténész, kritikus, egyetemi tanár, rektor, nagykövet.

## Életpályája
1925-ben született az erdélyi Felsőboldogfalván. Budapesten szerzett bölcsészdiplomát 1948-ban. 1958–1964 között az Európa Könyvkiadó igazgatója volt. 1967–1970 között Magyarország bécsi nagykövete volt. 1970–1974 között művelődési miniszterhelyettes volt. 1977-től a Színház- és Filmművészeti Főiskola docense, 1979–1987 között pedig az intézmény rektora volt. A magyar irodalom történetén kívül különösen az olasz irodalommal, valamint a filmművészettel foglalkozott.